# Opinatodiplosis turriformis
Opinatodiplosis turriformis är en tvåvingeart som beskrevs av Fedotova och Vasily S. Sidorenko 2004. Opinatodiplosis turriformis ingår i släktet Opinatodiplosis och familjen gallmyggor. Inga underarter finns listade i Catalogue of Life.